# Kneiffia fruticosa
Kneiffia fruticosa là một loài thực vật có hoa trong họ Anh thảo chiều. Loài này được (L.) Spach ex Raim. mô tả khoa học đầu tiên năm 1893.